# Александр Усик — Энтони Джошуа (2022)
Бой Александр Усик — Энтони Джошуа II, с названием Ярость на Красном море (англ. Rage on the Red Sea) — профессиональный боксёрский поединок-реванш, между действующим чемпионом мира по версиям WBA (Super), WBO, IBF и IBO украинцем Александром Усиком и бывшим обладателем этих титулов, британцем Энтони Джошуа, который состоялся 20 августа 2022 года в Джидде, Саудовская Аравия.
Бой завершился победой Усика после всех 12 раундов по очкам, раздельным решением судей.

## Предыстория
Сразу после поражения в первом бою Энтони Джошуа заявил, что активирует пункт о незамедлительном реванше с Усиком, который может состояться весной 2022 года. На кону как и в первом бою стояли три основные пояса (WBA, WBO, IBF) и одни второстепенный титул IBO. Стоит отметить важный момент, в конце года, через пару месяцев после первого боя между Усиком и Джошуа промоутер чемпиона WBC Тайсона Фьюри Фрэнк Уоррен обратился к стороне Энтони Джошуа, чтобы те позволили состояться бою за все пояса между Фьюри и Усиком взамен выплаты отступных. Факт таких переговоров подтвердил и промоутер Джошуа Эдди Хирн. Эти переговоры не увенчались успехом, потому что Джошуа был настроен на немедленный реванш с Усиком.

## Взвешивание
Энтони Джошуа (24-2, 22 KO) — 110,9 кг
Александр Усик (19-0, 13 KO) — 100,5 кг

## Ход боя

Так же как и в первом бою Усик начал с активного движения на ногах и работы джебом с дистанции. Джошуа был так же активным и пытался обработать корпус Усика, чтобы лишить его активности на ногах. Он провел первые раунды намного лучше чем в своем первом бою, но первую половину боя он проиграл. Он проигрывал в скорости. Во-второй половине боя Джошуа явно и солидно выиграл лишь 9-й раунд когда смог нагрузить корпус украинцу. Но Усик ответил на это  полным доминированием в 10 и 11 раундах взвинтив темп боя и явно больше попадая чистыми в голову Джошуа, даже несмотря на то, что рефери не заметил пару попаданий ниже пояса от Джошуа. В 12-м раунде оба смотрелись достойно, выложившись в раунде, но Джошуа так и не смог донести нокаутирующий удар. По итогам 12 раундов Усик одержал победу раздельным решением судей. 115 —113 Джошуа, 115 —113 Усик и 116 —112 Усик  .

### Статистика ударов
Показатели по ударам в бою Усик – Джошуа, которые DAZN раскрыл в трансляции:
- Нанесенные удары – 712:492; (Усик)
- Точные удары – 170:124; (Усик)
- Процент точности – 24:25; (Джошуа)
- Силовые удары – 315:280; (Усик)
- Точные силовые удары – 131:101; (Усик)

Статистика ударов показала преимущество Усика — 170 против 124 по общему количеству точных ударов, и 131 против 101 по силовым ударам. При этом Джошуа мало уступал Усику в точности своих атакующих действий, но сильно уступал в активности — 492 выброшенных удара против 712 у Усика.

### Судейство
Бой судили трое судей. Украинец Виктор Фесечко и британец Стив Грэй отдали победу Усику со счетом 116 —112 и 115 —113 соответственно, а американский судья Гленн Фельдман увидел победу Джошуа со счетом 115 —113.

## Андеркард
В таблице перечислены результаты всех поединков боксёров.
В каждой строке указан результат поединка. Дополнительно номер поединка обозначен цветом, который обозначает итог поединка. Расшифровка обозначений и цветов представлена в нижеследующей таблице.
| Пример | Расшифровка                     |
| ------ | ------------------------------- |
|        | Победа                          |
|        | Ничья                           |
|        | Поражение                       |
|        | Планируемый поединок            |
|        | Поединок признан несостоявшимся |
| КО     | Нокаут                          |
| ТКО    | Технический нокаут              |
| PTS    | Решение судей (по очкам)        |
| UD     | Единогласное решение судей      |
| MD     | Решение большинства судей       |
| SD     | Раздельное решение судей        |
| RTD    | Отказ от продолжения боя        |
| DQ     | Дисквалификация                 |
| NC     | Поединок признан несостоявшимся |

## После боя
Президент Украины Владимир Зеленский поздравил боксёра Александра Усика с победой. «Украина возвращает свое! Чемпионские титулы WBA, IBF, IBF, IBO, а также WBO опять, как и положено, принадлежат украинцам! Саня, спасибо!» — написал Зеленский.
Сразу после победы Усик бросил вызов чемпиону WBC Фьюри, который его принял, но при этом начал вести переговоры с другими боксёрами, договорившись в итоге о 3-м поединке с Дереком Чисорой. Позже, осенью 2022 года Усик заявил о готовности провести бой с Фьюри до или после Великого поста.

## Гонорары
Гонорарный фонд второго поединка между Александром Усиком и Энтони Джошуа составил 80 миллионов долларов. Помимо этого Усик и Джошуа получили проценты от продажи платных трансляций DAZN и Sky Sport (PPV). Сумма была выделена властями Саудовской Аравии для того, чтобы реванш состоялся в Джидде. Деньги были распределены между боксёрами в равной степени, в отличие от первого боя, где гонорары распределялись в соотношении 75 на 25 в пользу британца.